# Metaarsenin amonu
Metaarsenin amonu, NH
4AsO
2 – nieorganiczny związek chemiczny z grupy arseninów, sól amonowa kwasu metaarsenawego, otrzymany po raz pierwszy prawdopodobnie w XIX wieku przez Louisa Pasteura.
Można go otrzymać poprzez dodanie tritlenku diarsenu do wodnego roztworu amoniaku, podgrzanie mieszaniny do rozpuszczenia tlenku, a następnie ochłodzenie do 10 °C i odczekanie do wykrystalizowania się metaarseninu amonu. Tak otrzymany związek ma postać bezbarwnych kryształów w kształcie płytek krystalizujących w układzie jednoskośnym (P21/c). Struktura krystaliczna ma postać polimerycznych łańcuchów (AsO−
2)
n zbudowanych z Ψ-tetraedrów połączonych wierzchołkami. Orbitale wolnych par elektronowych atomów arsenu są ułożone naprzemiennie (syndiotaktycznie), a słabe oddziaływania As⋯O stabilizują konformację łańcucha. Kationy amonowe znajdują się w przestrzeniach pomiędzy łańcuchami (AsO−
2)
n, a atomy wodoru zaangażowane są w tworzenie wiązań wodorowych z terminalnymi atomami tlenu (N−H⋯O), co dodatkowo stabilizuje konformację łańcucha i łączy sąsiadujące łańcuchy (AsO−
2)
n.